# الأدوار التأهيلية في كأس العرب للأندية الأبطال 2018–19
لعبت الأدوار التأهيلة لكأس العرب للأندية الأبطال 2018–19 في فترة مابين 5 و24 مايو 2018. قسمت إلى قسمين الدور التأهيلي الأول وهو عبارة عن مجموعة من ثلاث فرق صاحب الصدارة يتأهل للدور التأهيلي الثاني وهو عبارة عن مجموعين كل منهما يتكون من أربعة فرق، المتأهل من الدور التأهيلي الأول ينضم إلى المجموعة الثانية من الدور التأهيلي الثاني. وأخيرا أصحاب الصدارة من المجموعتين في الدور التأهيلي الثاني يتأهلون مباشرة إلى البطولة النهائية.

## الرزنامة و التواريخ
| الدور             | الجولة                | التاريخ         | التاريخ         |
| ----------------- | --------------------- | --------------- | --------------- |
| الأدوار التمهيدية | الدور التمهيدي الأول  | 5–9 مايو 2018   | 5–9 مايو 2018   |
| الأدوار التمهيدية | الدور التمهيدي الثاني | 17–24 مايو 2018 | 17–24 مايو 2018 |

## الفرق المشاركة
| الدولة                | الفريق                | مركز الفريق في الدوري موسم 2016–17       |
| الدور التمهيدي الثاني | الدور التمهيدي الثاني | الدور التمهيدي الثاني                    |
| --------------------- | --------------------- | ---------------------------------------- |
| تونس                  | النادي الافريقي       | ثالث البطولة التونسية لكرة القدم 2016–17 |
| موريتانيا             | جمعية الوئام          | بطل الدوري الموريتاني الممتاز 2016–17    |
| مصر                   | نادي الاتحاد السكندري | ثامن الدوري المصري الممتاز 2016–17       |
| المغرب                | الفتح الرباطي         | سابع البطولة المغربية 2016–17            |
| الدور التمهيدي الأول  |                       |                                          |
| جزر القمر             | نادي نيغاي مدي ساهاني | بطل دوري جزر القمر 2017                  |
| جيبوتي                | جيبوتي تيليكوم        | بطل الدوري الجيبوتي 2016–17              |
| الصومال               | نادي بنادير           | بطل الدوري الصومالي 2016–17              |

| الدولة                | الفريق                | مركز الفريق في الدوري موسم 2016–17  |
| الدور التمهيدي الثاني | الدور التمهيدي الثاني | الدور التمهيدي الثاني               |
| --------------------- | --------------------- | ----------------------------------- |
| الكويت                | نادي السالمية         | سادس الدوري الكويتي الممتاز 2016–17 |
| لبنان                 | نادي النجمة           | ثالث الدوري اللبناني 2016–17        |
| السعودية              | نادي الفيصلي          | تاسع دوري المحترفين السعودي 2016–17 |

## الأدوار التأهيلية

### الدور التأهيلي الأول
| المركز | فريق                  | لعب | ف | ت | خ | له | عليه | فرق | نقاط | التأهل أو الهبوط      |
| ------ | --------------------- | --- | - | - | - | -- | ---- | --- | ---- | --------------------- |
| 1      | جيبوتي تيليكوم        | 2   | 1 | 1 | 0 | 4  | 2    | +2  | 4    | الدور التمهيدي الثاني |
| 2      | نادي بنادير           | 2   | 1 | 1 | 0 | 4  | 3    | +1  | 4    |                       |
| 3      | نادي نيغاي مدي ساهاني | 2   | 0 | 0 | 2 | 3  | 6    | −3  | 0    |                       |

المصدر: Goalzz.com
قواعد ترتيب الفرق: 1 النقاط; 2 فرق الأهداف; 3 عدد الأهداف.
# = المركز ; لعب = المباريات الملعوبة; فاز = عدد مباريات الفوز; تعادل = عدد مباريات التعادل; خسر = عدد مباريات الخسارة; له = الأهداف التي سجلها; عليه = الأهداف التي استقبلها; +/- = فارق الأهداف; النقاط = النقاط ، (C) = البطل ، (R) = الهبوط
| جيبوتي تيليكوم | 1–1 | نادي بنادير |
| -------------- | --- | ----------- |
|                |     |             |

| نادي بنادير | 3–2 | نادي نيغاي مدي ساهاني |
| ----------- | --- | --------------------- |
|             |     |                       |

| جيبوتي تيليكوم | 3–1 | نادي نيغاي مدي ساهاني |
| -------------- | --- | --------------------- |
|                |     |                       |

### الدور التأهيلي الثاني

#### المجموعة الأولى
| المركز | فريق         | لعب | ف | ت | خ | له | عليه | فرق | نقاط | التأهل أو الهبوط |
| ------ | ------------ | --- | - | - | - | -- | ---- | --- | ---- | ---------------- |
| 1      | النجمة       | 3   | 3 | 0 | 0 | 7  | 1    | +6  | 9    | دور الـ32        |
| 2      | الإفريقي     | 3   | 1 | 1 | 1 | 4  | 4    | 0   | 4    |                  |
| 4      | جمعية الوئام | 3   | 1 | 0 | 2 | 4  | 7    | −3  | 3    |                  |
| 3      | الفيصلي      | 3   | 0 | 1 | 2 | 4  | 7    | −3  | 1    |                  |

المصدر: Goalzz.com
قواعد ترتيب الفرق: 1 النقاط; 2 فرق الأهداف; 3 عدد الأهداف.
# = المركز ; لعب = المباريات الملعوبة; فاز = عدد مباريات الفوز; تعادل = عدد مباريات التعادل; خسر = عدد مباريات الخسارة; له = الأهداف التي سجلها; عليه = الأهداف التي استقبلها; +/- = فارق الأهداف; النقاط = النقاط ، (C) = البطل ، (R) = الهبوط
| الإفريقي                  | 2–2 | الفيصلي                     |
| ------------------------- | --- | --------------------------- |
| - الذوادي 58' - خفيفي 60' |     | - 13' زي إدواردو - 90' مندش |

| النجمة                                         | 4–0 | جمعية الوئام |
| ---------------------------------------------- | --- | ------------ |
| - سبليني 15'، 40' - علاء الدين 52' - معتوق 64' |     |              |

| الفيصلي       | 1–2 | النجمة                  |
| ------------- | --- | ----------------------- |
| - غوستافو 48' |     | - 53' مطر - 90+1' الحاج |

| جمعية الوئام | 1–2 | الإفريقي                  |
| ------------ | --- | ------------------------- |
| - محمد 62'   |     | - 54' الشماخي - 63' خفيفي |

| النجمة              | 1–0 | الإفريقي |
| ------------------- | --- | -------- |
| - معتوق 68' (ركلة.) |     |          |

| الفيصلي       | 1–3 | جمعية الوئام            |
| ------------- | --- | ----------------------- |
| - هايلاند 53' |     | - 35'، 78' سيك - 71' سي |

#### المجموعة الثانية
| المركز | فريق                  | لعب | ف | ت | خ | له | عليه | فرق | نقاط | التأهل أو الهبوط |
| ------ | --------------------- | --- | - | - | - | -- | ---- | --- | ---- | ---------------- |
| 1      | نادي الاتحاد السكندري | 3   | 2 | 1 | 0 | 14 | 1    | +13 | 7    | دور الـ32        |
| 2      | نادي الفتح الرباطي    | 3   | 2 | 1 | 0 | 13 | 1    | +12 | 7    |                  |
| 3      | نادي السالمية         | 3   | 1 | 0 | 2 | 4  | 10   | −6  | 3    |                  |
| 4      | جيبوتي تيليكوم        | 3   | 0 | 0 | 3 | 0  | 10   | −10 | 0    |                  |

المصدر: Goalzz.com
قواعد ترتيب الفرق: 1 النقاط; 2 فرق الأهداف; 3 عدد الأهداف.
# = المركز ; لعب = المباريات الملعوبة; فاز = عدد مباريات الفوز; تعادل = عدد مباريات التعادل; خسر = عدد مباريات الخسارة; له = الأهداف التي سجلها; عليه = الأهداف التي استقبلها; +/- = فارق الأهداف; النقاط = النقاط ، (C) = البطل ، (R) = الهبوط
| نادي الاتحاد السكندري | 1–1 | نادي الفتح الرباطي |
| --------------------- | --- | ------------------ |
| - سيسي 28'            |     | - لوادني 13'       |

| نادي السالمية                                                       | 4–0 | جيبوتي تيليكوم |
| ------------------------------------------------------------------- | --- | -------------- |
| - العنزي 7' - فراس الخطيب 9' - عدي الصيفي 22' (ركلة.) - الرشيدي 74' |     |                |

| نادي السالمية | 0–5 | نادي الاتحاد السكندري                           |
| ------------- | --- | ----------------------------------------------- |
|               |     | - بيناهيني 19'، 63'، 90' - الديب 43' - خالد 83' |

| جيبوتي تيليكوم | 0–7 | نادي الفتح الرباطي                                                                         |
| -------------- | --- | ------------------------------------------------------------------------------------------ |
|                |     | - أنور 25' - دياكيتي 36' - البحري 38' - باداموسي 66' - بطاش 68' - لواني 86' - البسيل 90+4' |

| نادي الاتحاد السكندري                                                            | 8–0 | جيبوتي تيليكوم |
| -------------------------------------------------------------------------------- | --- | -------------- |
| - سيسي 5'، 17' - بيناهيني 42' - جدو 53'، 83'، 90' - كابوريا 81' - عبد المجيد 82' |     |                |

| نادي الفتح الرباطي                                                   | 5–0 | نادي السالمية |
| -------------------------------------------------------------------- | --- | ------------- |
| - الزرهوني 41' - سكوما 45' - دياكيتي 50' - حريمات 79' - باداموسي 90' |     |               |

## الهدافون
4 أهداف
- إيمانويل بيناهيني (الاتحاد السكندري)

3 أهداف
- رزاق سيسي (الاتحاد السكندري)
- محمد ناجي جدو (الاتحاد السكندري)

هدفان
- محمود سبليني (نادي النجمة)
- حسن معتوق (نادي النجمة)
- محمد باداموسي (الفتح الرباطي)
- لامين دياكيتي (الفتح الرباطي)
- بلال خفيفي (النادي الأفريقي)
- مامادو سيك (جمعية الوئام)